# カプタインb
カプタインb（英: Kapteyn b）は、赤色準矮星カプタイン星を公転していると考えられる太陽系外惑星の1つである。2014年に視線速度法を用いて発見が報告された。ハビタブルゾーンの中を公転している可能性がある惑星である。2016年までは、ハビタブルゾーン内にある可能性がある系外惑星の中ではくじら座タウ星eに次いで太陽系に近い天体であったが、その後、4.22光年の距離にプロキシマ・ケンタウリbが発見された。2017年にはさらにロス128bが発見されたため4番目となっている。
カプタインbの実在性に関しては疑問を呈する声もあり、2015年には視線速度のシグナルは惑星によるものではなく、恒星活動に起因するものであるという報告がされている。この報告に対しては、発見につながる観測を行った研究チームからの反論も行われている。なお2020年現在では、太陽系外惑星エンサイクロペディアではカプタインbの現況は「Controversial」(論争中) となっており、NASA Exoplanet Archive では発見報告後に掲載されたものの、発見に疑義を呈する論文の発表を受けて削除された状態にある。

## 発見
カプタインbは、ヨーロッパ南天天文台が運営する、チリのラ・シヤ天文台にある高精度視線速度系外惑星探査装置 (HARPS) を用いた観測で発見された。その後、ハワイ島のW・M・ケック天文台など別の望遠鏡を用いた観測も行われた。発見方法は、惑星の公転運動によって恒星が揺れ動く様子を視線速度の変化から捉える、視線速度法である。

## 特徴

### 物理的特徴
カプタインb が実在する天体であった場合、この天体はスーパー・アースであると考えられる。推定される表面温度は 205 K である。視線速度法で発見された惑星であるため真の質量は不明だが、下限質量は4.8地球質量と測定されている。質量から推定した惑星の半径はおよそ1.6地球半径であり、惑星の組成にもよるが岩石惑星である可能性が高いとされる。

### 主星
カプタインbは、赤色準矮星であるカプタイン星と呼ばれる恒星を公転している。カプタイン星の質量は0.27太陽質量、半径は0.29太陽半径であり、表面温度は3,550 Kである。年齢はおよそ110億歳と推定されており、46億歳の太陽系よりもかなり年老いている。
見かけの天文は8.85等であり、肉眼では暗すぎて見ることが出来ないが、性能の良い双眼鏡であれば見ることが出来る。

## 居住可能性
カプタインbは、カプタイン星の周りのハビタブルゾーンの中を公転していると考えられる。この領域の中では、惑星環境や大気の特性などが適切であった場合、惑星の表面に液体の水が存在する可能性がある。カプタインbの推定惑星半径は 1.2-1.6 地球半径とされており、岩石惑星だと考えられる。主星のカプタイン星は赤色準矮星であり、太陽の4分の1よりわずかに大きな質量を持つ。そのため、主星の主系列星としての寿命は1000-2000億年と、太陽の主系列星としての寿命（100億年程度）よりも 10-20 倍ほど長い。カプタイン星は形成されてから115億年が経過していると考えられているため、仮にカプタインbが実在するとすれば、カプタインbは潜在的に居住可能と考えられる惑星の中で最も古い惑星となる。